# 桥头镇 (大通县)
桥头镇，是中华人民共和国青海省西宁市大通回族土族自治县下辖的一个乡镇级行政单位。

## 行政区划
桥头镇下辖以下地区：
人民路南社区、人民路北社区、园林路北社区、园林路南社区、解放路北社区、解放路南社区、元朔社区、桥电社区、小石山社区、矿山社区、八一社区、大煤洞村、元树尔村、安门滩村、胡基沟村、小煤洞村、向阳堡村、红河限村、毛家寨村、老营庄村、大湾村、水泉湾村、毛家沟村、贺家寨村、古城村、后庄村、后子沟村、南关村、上关村、上庙沟村、下庙沟村、新城村和窑庄村。